# Cauca (rivier)
De Cauca is een rivier in Colombia gelegen in het westen van het land. De rivier ontspringt nabij Popayán en mondt via een complex rivierpatroon ten noorden van Santa Cruz de Mompox uit in de Magdalena. De Cauca stroomt door de departementen Cauca, Valle del Cauca en Antioquia. Het stroomgebied van de rivier is circa 63.300 km².

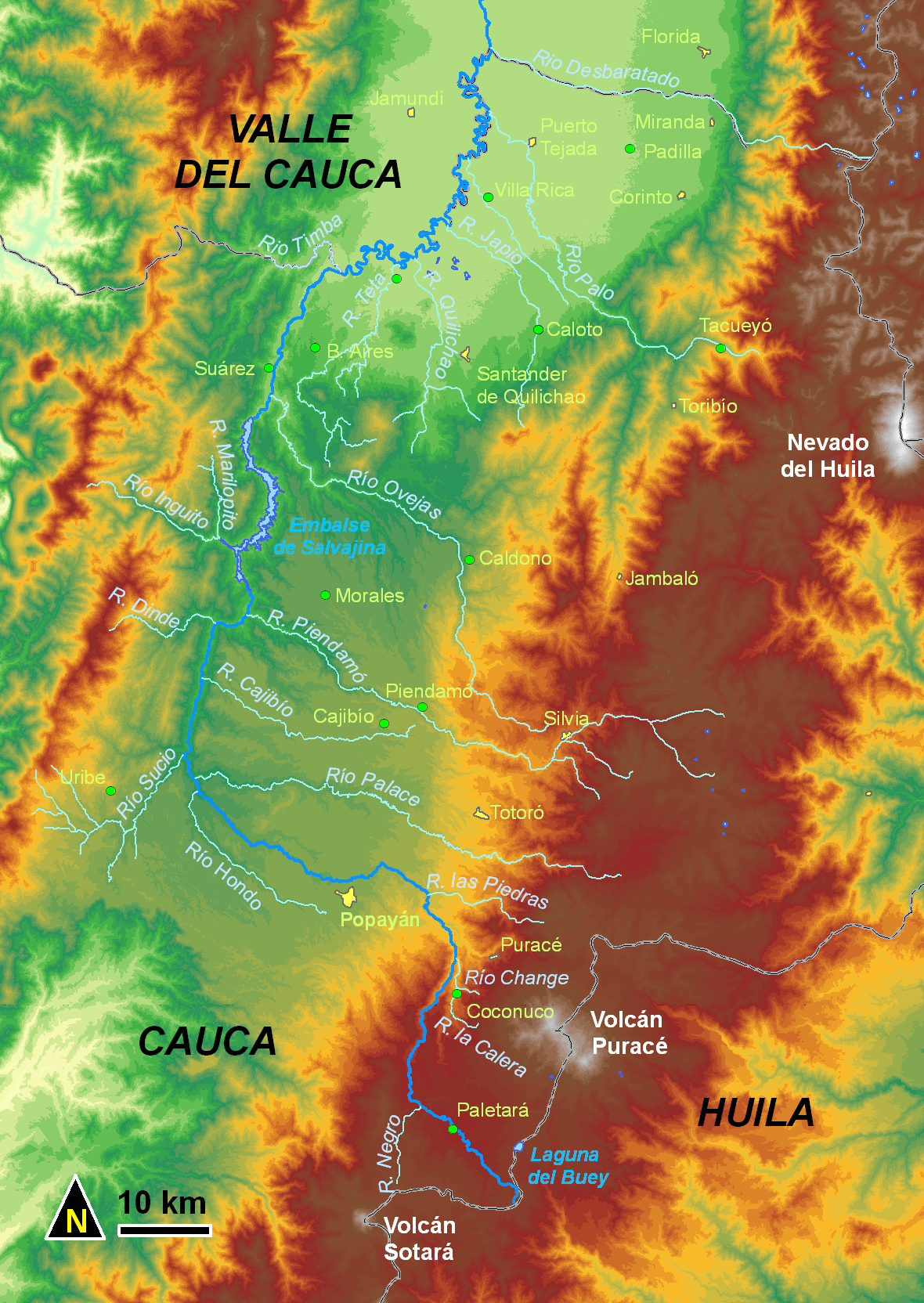
De Cauca in het gelijknamige departement

## Hydrografie
De Cauca stroomt tussen de gebergten Cordillera Occidental in het westen en de Cordillera Central in het oosten. De rivier ontspringt op het Macizo Colombiano.

## Verkeersader
De Cauca is na de Magdalena de langste rivier van Colombia en is vanaf de plaats Caceres bevaarbaar en een belangrijke waterverkeersader van zuid naar noord. De tweede en derde stad van Colombia liggen in de buurt van de Cauca en het vervoer van landbouwproducten als koffie uit de Eje Cafetero geschiedt mede per boot richting de havens van Cartagena, Barranquilla en Santa Marta.

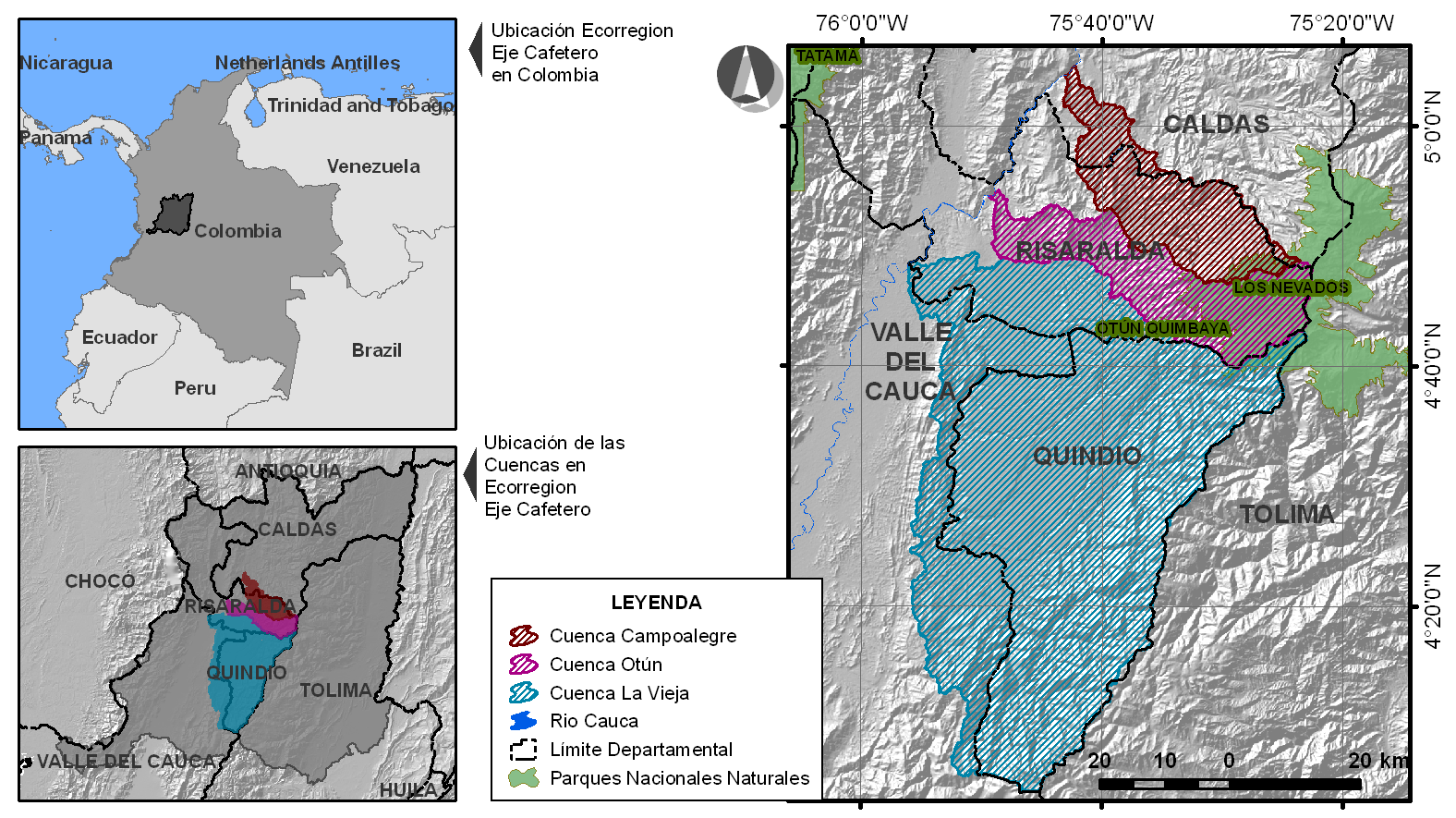
De Eje Cafetero vormt het achterland voor de Cauca